# Edward Charles Stirling
Edward Charles Stirling CMG FRS FRCS (n. 8 septembrie 1848, Strathalbyn⁠(d), Australia de Sud, Australia – d. 20 martie 1919, Mount Lofty⁠(d), Australia de Sud, Australia) a fost un antropolog australian și primul profesor de fiziologie la Universitatea din Adelaide.